# Szosa Karakorumska

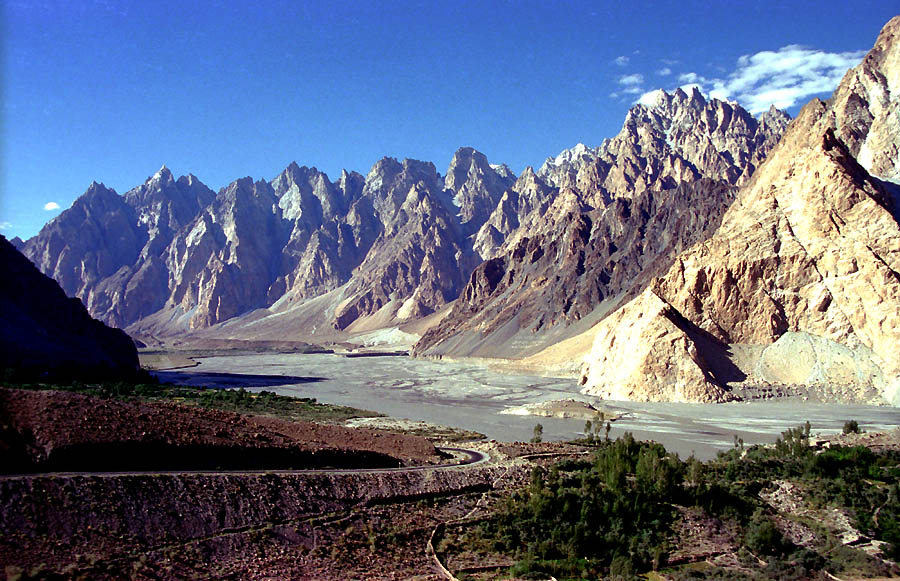
Szosa Karakorum niedaleko północno-wschodniej granicy Pakistanu nieopodal wioski Passu

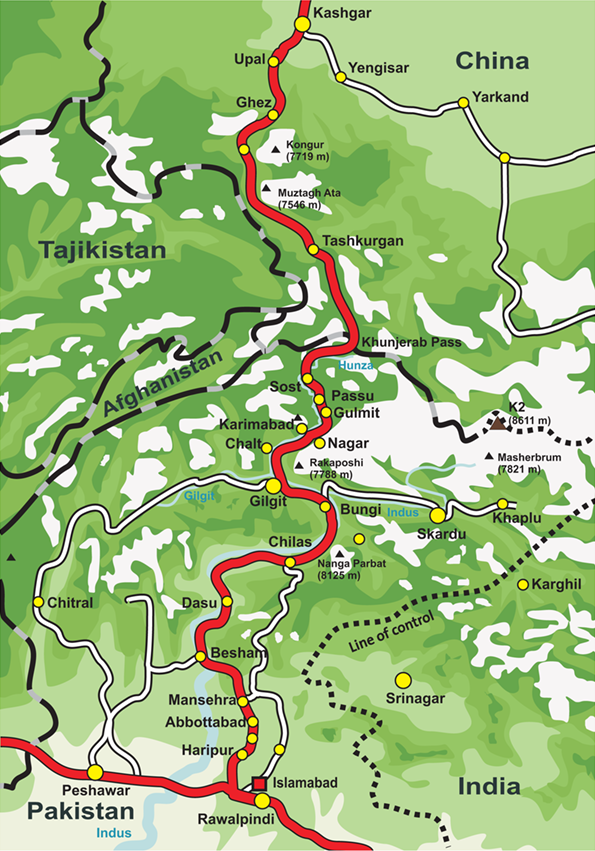
Mapa Szosy Karakorumskiej

Szosa Karakorumska (ang.: Karakoram Highway, KKH; urdu: شاہراہ قراقرم; chiń. 喀喇昆仑公路; pinyin Kèlǎkūnlún Gōnglù) – droga w północnym Pakistanie i zachodnich Chinach łącząca Rawalpindi z Kaszgarem. Jest to najwyżej położona droga w świecie o utwardzonej nawierzchni.